# Haliplus lineolatus
Haliplus lineolatus  (лат.) — вид жуков-плавунчиков. Распространён в Северной, Центральной и Восточной Европе, Закавказье, Европейской части России, в Магаданской области, Сибири, и Монголии. Имаго (взрослые насекомые — жуки) данного вида от имаго других видов отличается следующими эйдономическими чертами: 1) передние точки внутренних рядов надкрылий несильно зачернены и лежат изолированно на светлом фоне просвечивающихся ячеек, резко контрастируя с поверхностью и чётко выделяясь на её фоне, 2) длина тела имаго 2,8—3,3 мм.